# Rashtrakuta

Ungefähre Ausdehnung des Rashtrakuta-Reiches

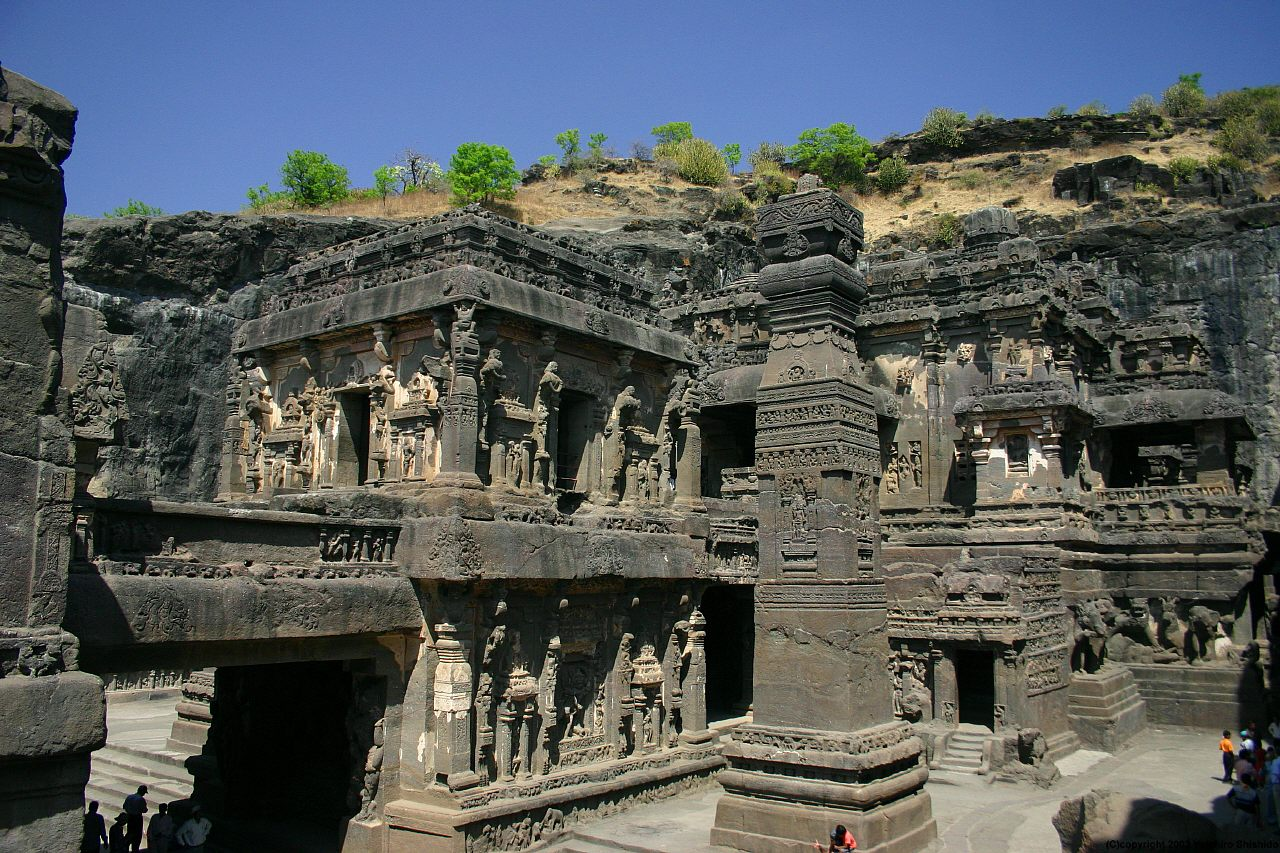
Der komplett aus einer schrägen Felswand herausgehauene Kailasa-Tempel in Ellora (Maharashtra) zeigt deutliche architektonische Einflüsse aus Südindien.

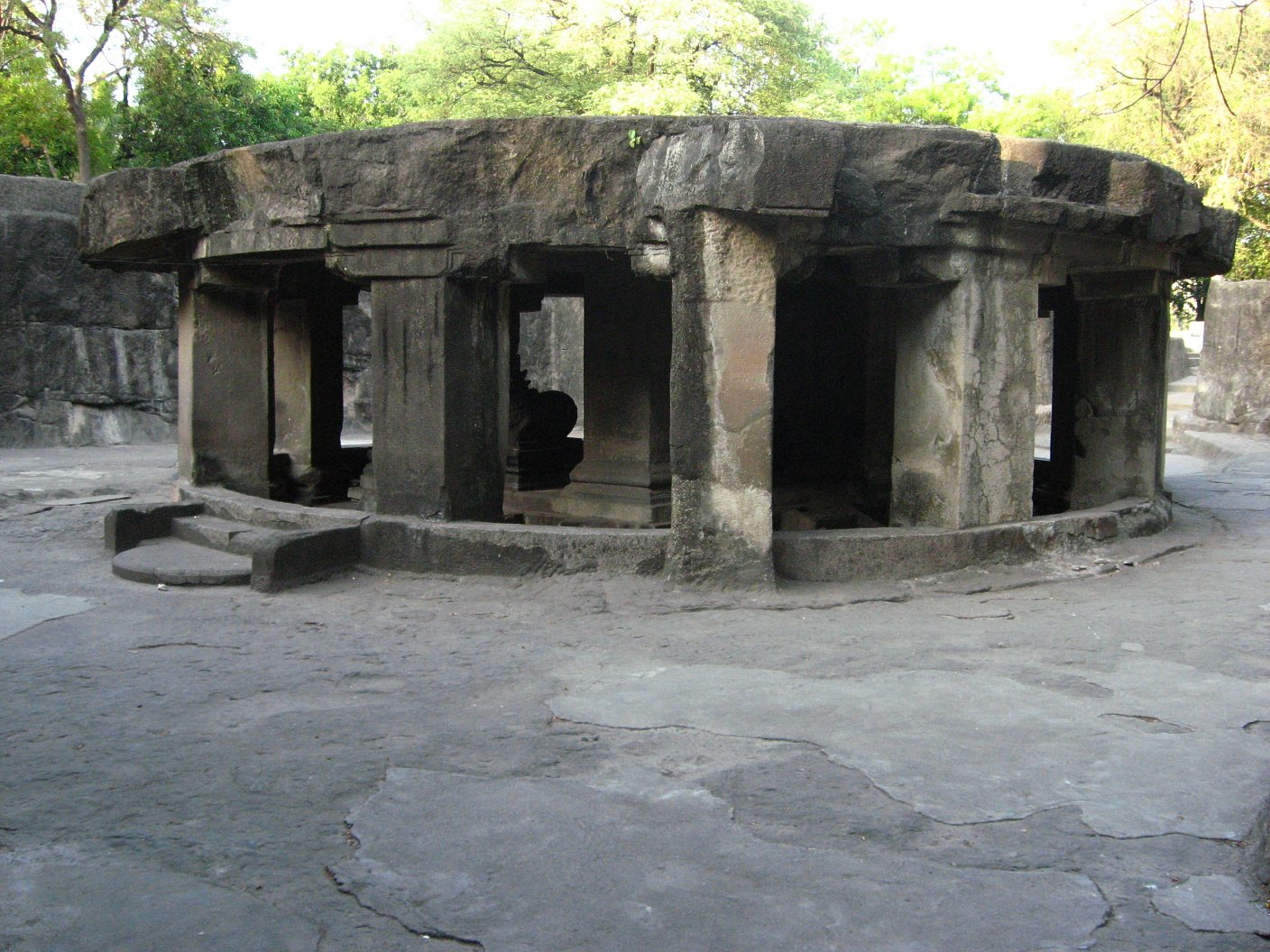
Auch der runde Nandi-Schrein des Pataleshvara-Tempels in Pune (Maharashtra) wurde zur Gänze aus dem Fels herausgearbeitet.

Die Rashtrakuta waren eine mittelalterliche indische Dynastie, die zwischen 752 und 973 in weiten Teilen Süd- und Zentralindiens und auf dem Dekkan-Plateau regierte.

## Geschichte
Die Rashtrakuta waren ursprünglich Vasallen der Chalukya in Berar, Gujarat und Nasik gewesen. Der König Dantidurga (reg. ca. 735/754–757) gründete den Staat in der Mitte des 8. Jahrhunderts. Er musste sich in seiner Jugend gegen seine beiden Onkel Karka und Krishna verteidigen, so dass seine Mutter Bhavagana, eine Chalukya-Prinzessin, den Eroberer Lalitaditya von Kaschmir herbeirief. Nach dessen Abzug (um 747) konnte er mit einem Sieg über den Chalukya-König Kirtivarman II. (reg. 746–757) um 753/4 seine eigene Hausmacht begründen.
Schließlich stürzte sein Onkel Krishna I. (reg. ca. 756–772) die unmündigen Söhne Dantidurgas und folgte ihm auf dem Thron, so dass die Stämme vereinigt wurden. Krishna vernichtete auch Karka in Gujarat und vereitelte 757 den letzten Restaurierungsversuch des besiegten Chalukya-Königs Kirtivarman II. Der König Krishna I. hinterließ auch den Kailasa-Höhlentempel in Ellora, der im Vergleich mit der Chalukya- und Pallava-Kunst zwar keinen neuen Kunststil repräsentiert, aber dennoch die wichtigste architektonisch-künstlerische Hinterlassenschaft der Rashtrakuta darstellt. Daneben werden auch der Pataleshvara-Tempel in Pune und manchmal auch die enormen Steinmetzarbeiten am Festungsberg von Daulatabad auf die Rashtrakuta zurückgeführt.
Die frühen Rashtrakuta pflegten machtvoll-brutale Kunstdarstellungen und eine blutbasierte Religion (Opferstellen im Dumar-Lena-Tempel von Ellora). Sie waren fanatische Verehrer Bhairava-Shivas und Durgas, änderten diese Präferenz aber später unter dem Einfluss anderer Dynastien; seit König Amoghavarsa (reg. 815–877) wurden auch die Jainas gefördert.
Die meisten Inschriften der Dynastie sind in der Kannada-Sprache gehalten.
Dantidurgas dritter Nachfolger, König Dhruva (reg. ca. 779–793), stieß dann ins Gangestal vor, wo er den Pratihara-König Vatsaraja (reg. ca. 775–805) und den Pala-König Dharmapala von Bengalen (reg. ca. 775–810) besiegte, von Erfolgen gegen die Gangas, Pallavas und Vengi-Chalukyas mal ganz abgesehen.
Schon 806/07 griffen Govindra III. (reg. ca. 794–813) und sein Bruder Indra mit zwei schnell nach Norden vorstoßenden Heeren wieder an und schlugen den Pratihara-König Nagabhatra II., der in die Wüste Rajasthans flüchtete. Sie mussten wegen Unruhen im Süden aber schnell wieder umkehren. Solche Machtkämpfe um das historische Kernland mit der Stadt Kannauj waren im indischen Mittelalter typisch, zeigten aber keinen bleibenden Erfolg.
Unter Govindra III. (reg. ca. 794–813) wurde auch Manyakhet oder Malkhed im heutigen Bundesstaat Maharashtra als neue Hauptstadt ausgebaut; sein Bruder Indra bekam in Lata (Süd-Gujarat) ein eigenes Teilfürstentum, dessen Erben König Amoghavarsa (reg. ca. 815–877) Probleme bereiten sollten. In der Mitte des 9. Jahrhunderts hatten die Rashtrakuta dann auch eine ernste Schwächephase.
König Amoghavarsa (reg. 815–877) war – so heißt es – friedliebend, fromm, an Kunst und Literatur interessiert, aber regierungsunfähig. Schon als kleines Kind auf den Thron gekommen, erlebte er den Aufstand des Prinzen Stambha (816–21), der jedoch von Prinz Karka III. von Lata niedergeworfen wurde, der daraufhin „Regent“ wurde. Aber des „Regenten“ Sohn, Dhruva Akalavarsha griff selbst nach der Krone und musste von General Bankeya besiegt werden. Schließlich stürmten sogar die Chalukya von Vengi die Hauptstadt Manyakheta und König Amoghavarsa dankte zugunsten seines Sohnes Krishna II. (reg. 880–914, Mitregent seit 861) ab. Trotzdem soll Amoghavarsa laut dem arabischen Kaufmann Suleiman der viertmächtigste Mann der Welt gewesen sein. (Die Rashtrakuta unterhielten auch gute Beziehungen zu den Arabern in Sindh, was dieses Lob vielleicht erklärt.)
Der Wiederaufstieg erfolgte unter den Königen Indra III. (reg. ca. 915–917) und Govinda IV. (reg. ca. 918–934), als der Pratihara-König Mahipala (reg. ca. 914–943) durch inneren Zwist und die wachsende Selbständigkeit seiner Vasallen bedroht war. Indra III. eroberte 915/16 kurzzeitig Kannauj und überrannte ganz Nord- und Zentralindien, wurde aber 917 ermordet, so dass die Eroberungen wieder verloren gingen.
Später kam Krishna III. (reg. ca. 939–968) nochmal bis an den Fuß des Himalaya. Er besiegte 949 bei Takkolan auch den Chola-König Parantaka I. (reg. ca. 907–955) und beschränkte die Chola noch einmal auf ihr Stammland. Rajaditya, der Sohn und Mitregent des Cholakönigs, fiel in der Schlacht. Die Kriege Krishnas III. verbrauchten jedoch trotz aller Siege gegen Ganga, Chola, Pallava, Vengi-Chalukya seine Truppen (überall gefestigte Fürstentümer mit eigenen Verwaltungen, Heeren, Burgen und Städten) und so musste er gegenüber den Chola schließlich zum Meuchelmord greifen.
Der Sturz der Dynastie kam schnell. Bereits 972 plünderten die Paramara die Hauptstadt und töteten den König. Ein Jahr später 973 wurde der nächste König, ein Neffe Krishnas III., durch dessen bevorzugten Gouverneur, einen Nachkommen der Chalukya, der als König Tailapa Ahavamalla (reg. 973–997) das Chalukyareich wiederherstellte, gestürzt. Der letzte Rashtrakuta nahm sich 982 sein Leben durch Fasten.
Trotzdem existierten noch bis ins 13. Jahrhundert Lokalherrscher dieses Namens, so z. B. die Nördlichen Rashtrakuta in Kannauj (11.–13. Jh.). Kumaradevi, die Frau des Gahadavala-Königs Govindachandra (reg. 1114–1155) soll mütterlicherseits eine Rashtrakuta gewesen sein.

## Liste der Herrscher der Rashtrakuta

### Rashtrakutas von Manyakheta
- Dantidurga (735–756)
- Krishna I. (756–774)
- Govinda II. (774–780)
- Dhruva Dharavarsha (780–793)
- Govinda III. (793–814)
- Amoghavarsha I. (814–878)
- Krishna II. Akalavarsha (878–914)
- Govinda IV.
- Indra III. (914–929)
- Amoghavarsha II. (929–930)
- Govinda IV. (930–935)
- Amoghavarsha III. (935–939)
- Krishna III. (939–967)
- Khottiga Amoghhavarsha IV. (967–972)
- Karka II. (972–973)
- Indra IV. (973–982)

### Rashtrakutas von Lata
- Indra (807–818) (Bruder von Govinda III.)
- Karka und Govinda (818–826)
- Dhruva II. (835–845)
- Akalavarsha Shubhatunga (867–)
- Dhruva III. (-871)

### Rashtrakutas von Hastikundi (nahe Jodhpur)
- Harivarma
- Vidagdha (916–938)
- Mammata (939–)
- Balaprasada (997)